# Patrick Mainka
Patrick Mainka (* 6. November 1994 in Gütersloh) ist ein deutscher Fußballspieler. Der Abwehrspieler steht beim 1. FC Heidenheim unter Vertrag.

## Sportliche Laufbahn
Mainka begann mit dem Fußballspielen im Alter von vier Jahren beim TSV Victoria Clarholz und wechselte später zum FSC Rheda. Von deren U-16-Mannschaft aus ging er im Jahre 2009 zu Arminia Bielefeld. Im Nachwuchsbereich der Arminia absolvierte der defensive Mittelfeldspieler 25 Spiele in der B-Junioren-Bundesliga und erzielte dabei acht Tore. Mit der A-Jugend der Arminia stieg er im Jahre 2012 in die A-Junioren-Bundesliga auf und absolvierte in der Saison 2012/13 23 Spiele, bei denen er zwölfmal traf.
Am 24. Mai 2013 debütierte Mainka in Arminias 2. Mannschaft beim Oberligaspiel gegen den SC Roland Beckum. In der Saison 2013/14 war er Stammspieler in Arminias Reserve. Am 15. Dezember 2013 kam er zu seinem einzigen Spiel für Arminias Profiteam, als er beim Spiel gegen die SpVgg Greuther Fürth für Marc Lorenz eingewechselt wurde. Im Sommer 2014 wechselte Mainka zur zweiten Mannschaft von Werder Bremen, mit der er 2015 Staffelmeister wurde und in die 3. Liga aufstieg. In der Winterpause 2015/16 wechselte er zur zweiten Mannschaft von Borussia Dortmund. Er erhielt einen bis 2018 gültigen Vertrag. Nachdem sein Vertrag in Dortmund ausgelaufen war, wechselte Mainka zum damaligen Zweitligisten 1. FC Heidenheim. Seit der Saison 2021/22 ist er Kapitän. In der Saison 2022/23 gelang ihm mit Heidenheim der erstmalige Aufstieg in die Bundesliga, in der der Schmidt-Elf bei der Premiere im Oberhaus nicht nur der Klassenerhalt gelang, sondern auch die erstmalige Qualifikation für den europäischen Wettbewerb.

## Trivia
Mainka studiert nebenbei Sportmanagement an einer Fernuniversität.

## Titel und Auszeichnungen
- Meister der 2. Bundesliga 2023